# Pseudocoutierea elegans
Pseudocoutierea elegans är en kräftdjursart som beskrevs av Lipke Bijdeley Holthuis 1951. Pseudocoutierea elegans ingår i släktet Pseudocoutierea och familjen Palaemonidae. Inga underarter finns listade i Catalogue of Life.